# Mariusz Stępiński
Mariusz Stępiński (Sieradz, 12 maggio 1995) è un calciatore polacco, attaccante dell'Omonia.

## Caratteristiche tecniche
Di ruolo attaccante, può giocare sia da prima che da seconda punta. È ambidestro, veloce, dotato di buona tecnica di base, bravo nel colpire di testa in corsa e a giocare di sponda per i compagni.

## Carriera

### Club

#### Polonia, Germania e Francia
Dopo aver giocato due stagioni in patria nel Widzew Łódź, nel 2013 si trasferisce per 120 000 euro al Norimberga. Tuttavia in Germania non ha molta fortuna, in quanto non gioca nessuna partita in prima squadra, sicché dopo un anno migra in prestito al Wisła Cracovia. La stagione dell'affermazione personale è il 2015-2016, dove realizza quindici gol in Ekstraklasa con il Ruch Chorzów, traguardo che gli vale l'estate seguente il trasferimento al Nantes; nella Ligue 1 2016-2017 totalizza 4 reti in 21 presenze come prima alternativa di Emiliano Sala.

#### Chievo
Il 31 agosto 2017, dopo aver giocato gli istanti finali della partita di Ligue 1 vinta 0-1 sul campo del Troyes, passa in prestito agli italiani del Chievo. Il successivo 24 settembre fa il suo esordio in Serie A con la maglia gialloblù, nella trasferta contro il Cagliari, subentrando all'84' a Pucciarelli: bagna il suo esordio nel massimo campionato italiano con un gol, quello del definitivo 2-0 della compagine clivense, al 3' di recupero. A fine stagione, il 28 maggio 2018 viene acquistato a titolo definitivo dal club veneto.
Nel 2018-2019 trova più spazio in squadra, essendo il sostituto del partente Roberto Inglese. Segna 6 reti nella stagione terminata con la retrocessione del club clivense in Serie B.

#### Verona e prestito al Lecce
Dopo avere iniziato l'annata 2019-2020 tra le file del Chievo, il 2 settembre 2019 si trasferisce ai concittadini del Verona, tornati in massima serie, che lo acquistano per 5,5 milioni di euro.
Esordisce il 15 settembre seguente nella gara casalinga persa 1-0 col Milan, venendo espulso dopo 21 minuti di gioco, e il 15 dicembre sigla la sua prima rete con la nuova maglia, nella partita casalinga pareggiata per 3-3 contro il Torino.
Il 2 ottobre 2020 viene ceduto in prestito al Lecce. Esordisce il 3 ottobre nella sfida vinta sul campo dell'Ascoli (0-2) e segna la prima rete in maglia giallorossa il 28 ottobre, aprendo le marcature della gara di Coppa Italia persa in casa del Torino (3-1 dopo i tempi supplementari).

#### Aris Limassol e Omonia
Rientrato al Verona, il 4 agosto 2021 viene ceduto in prestito all'Arīs Limassol. Segna i primi gol con la squadra di Limassol il 25 settembre, realizzando una tripletta nella partita di campionato vinta per 3-2 contro l'Anorthōsis.
Il 31 agosto 2022 si accasa a titolo definitivo alla compagine cipriota, con cui vince il campionato.
Il 25 gennaio 2024 viene acquistato a titolo definitivo dall'Omonia.

### Nazionale
Il 2 febbraio 2013 ha esordito con la nazionale maggiore polacca, nella vittoriosa amichevole (non ufficiale) contro la Romania (4-1).
Il 30 maggio 2016 è stato inserito dal commissario tecnico Adam Nawałka nella lista dei 23 convocati per il campionato d'Europa 2016 in Francia. Ha preso parte al campionato europeo Under-21 del 2017, giocato in casa.

## Statistiche

### Presenze e reti nei club
Statistiche aggiornate al 28 ottobre 2024.
| Stagione             | Squadra              | Campionato           | Campionato | Campionato | Coppe nazionali | Coppe nazionali | Coppe nazionali | Coppe continentali | Coppe continentali | Coppe continentali | Altre coppe | Altre coppe | Altre coppe | Totale | Totale |
| Stagione             | Squadra              | Comp                 | Pres       | Reti       | Comp            | Pres            | Reti            | Comp               | Pres               | Reti               | Comp        | Pres        | Reti        | Pres   | Reti   |
| -------------------- | -------------------- | -------------------- | ---------- | ---------- | --------------- | --------------- | --------------- | ------------------ | ------------------ | ------------------ | ----------- | ----------- | ----------- | ------ | ------ |
| 2011-2012            | Widzew Łódź          | EK                   | 8          | 0          | CP              | 0               | 0               | -                  | -                  | -                  | -           | -           | -           | 8      | 0      |
| 2012-2013            | Widzew Łódź          | EK                   | 25         | 5          | CP              | 1               | 0               | -                  | -                  | -                  | -           | -           | -           | 26     | 5      |
| Totale Widzew Łódź   | Totale Widzew Łódź   | Totale Widzew Łódź   | 33         | 5          |                 | 1               | 0               |                    | -                  | -                  |             | -           | -           | 34     | 5      |
| 2013-2014            | Norimberga II        | RL                   | 22         | 6          | -               | -               | -               | -                  | -                  | -                  | -           | -           | -           | 22     | 6      |
| ago. 2014            | Norimberga II        | RL                   | 1          | 0          | -               | -               | -               | -                  | -                  | -                  | -           | -           | -           | 1      | 0      |
| Totale Norimberga II | Totale Norimberga II | Totale Norimberga II | 23         | 6          |                 | -               | -               |                    | -                  | -                  |             | -           | -           | 23     | 6      |
| ago. 2014-2015       | Wisła Cracovia       | EK                   | 25         | 2          | CP              | 1               | 0               | -                  | -                  | -                  | -           | -           | -           | 26     | 2      |
| 2015-2016            | Ruch Chorzów         | EK                   | 34         | 15         | CP              | 2               | 0               | -                  | -                  | -                  | -           | -           | -           | 36     | 15     |
| ago. 2016            | Ruch Chorzów         | EK                   | 5          | 3          | CP              | 1               | 0               | -                  | -                  | -                  | -           | -           | -           | 6      | 3      |
| Totale Ruch Chorzów  | Totale Ruch Chorzów  | Totale Ruch Chorzów  | 39         | 18         |                 | 3               | 0               |                    | -                  | -                  |             | -           | -           | 42     | 18     |
| ago. 2016-2017       | Nantes               | L1                   | 21         | 4          | CF+CdL          | 2+2             | 2+1             | -                  | -                  | -                  | -           | -           | -           | 25     | 7      |
| ago. 2017            | Nantes               | L1                   | 1          | 0          | CF+CdL          | 0               | 0               | -                  | -                  | -                  | -           | -           | -           | 1      | 0      |
| Totale Nantes        | Totale Nantes        | Totale Nantes        | 22         | 4          |                 | 4               | 3               |                    | -                  | -                  |             | -           | -           | 26     | 7      |
| ago. 2017-2018       | Chievo               | A                    | 22         | 5          | CI              | 1               | 0               | -                  | -                  | -                  | -           | -           | -           | 23     | 5      |
| 2018-2019            | Chievo               | A                    | 35         | 6          | CI              | 2               | 0               | -                  | -                  | -                  | -           | -           | -           | 37     | 6      |
| set. 2019            | Chievo               | B                    | 1          | 0          | CI              | 2               | 0               | -                  | -                  | -                  | -           | -           | -           | 3      | 0      |
| Totale Chievo        | Totale Chievo        | Totale Chievo        | 58         | 11         |                 | 5               | 0               |                    | -                  | -                  |             | -           | -           | 63     | 11     |
| set. 2019-2020       | Verona               | A                    | 21         | 3          | CI              | 0               | 0               | -                  | -                  | -                  | -           | -           | -           | 21     | 3      |
| 2020-2021            | Lecce                | B                    | 31+1       | 9          | CI              | 1               | 1               | -                  | -                  | -                  | -           | -           | -           | 33     | 10     |
| 2021-2022            | Arīs Limassol        | A                    | 21+3       | 6+3        | CC              | 1               | 0               | -                  | -                  | -                  | -           | -           | -           | 25     | 9      |
| 2022-2023            | Arīs Limassol        | A                    | 19+10      | 2+2        | CC              | 1               | 1               | -                  | -                  | -                  | -           | -           | -           | 30     | 5      |
| 2023-gen. 2024       | Arīs Limassol        | A                    | 17         | 3          | CC              | 0               | 0               | UCL+UEL            | 4+8                | 2+0                | SC          | 1           | 1           | 30     | 5      |
| Totale Arīs Limassol | Totale Arīs Limassol | Totale Arīs Limassol | 70         | 16         |                 | 2               | 1               |                    | 12                 | 2                  |             | 1           | 1           | 85     | 20     |
| gen.-giu. 2024       | Omonia               | A                    | 6+7        | 3+1        | CC              | 4               | 2               | UECL               | -                  | -                  | SC          | -           | -           | 17     | 6      |
| 2024-2025            | Omonia               | A                    | 7          | 5          | CC              | 0               | 0               | UECL               | 7                  | 4                  | -           | -           | -           | 13     | 6      |
| Totale Omonia        | Totale Omonia        | Totale Omonia        | 19         | 6          |                 | 4               | 2               |                    | 7                  | 4                  |             |             | -           | 30     | 12     |
| Totale carriera      | Totale carriera      | Totale carriera      | 342        | 80         |                 | 21              | 7               |                    | 19                 | 6                  |             | 1           | 1           | 383    | 94     |

### Cronologia presenze e reti in nazionale
| Cronologia completa delle presenze e delle reti in nazionale ― Polonia | Cronologia completa delle presenze e delle reti in nazionale ― Polonia | Cronologia completa delle presenze e delle reti in nazionale ― Polonia | Cronologia completa delle presenze e delle reti in nazionale ― Polonia | Cronologia completa delle presenze e delle reti in nazionale ― Polonia | Cronologia completa delle presenze e delle reti in nazionale ― Polonia | Cronologia completa delle presenze e delle reti in nazionale ― Polonia | Cronologia completa delle presenze e delle reti in nazionale ― Polonia |
| Data                                                                   | Città                                                                  | In casa                                                                | Risultato                                                              | Ospiti                                                                 | Competizione                                                           | Reti                                                                   | Note                                                                   |
| ---------------------------------------------------------------------- | ---------------------------------------------------------------------- | ---------------------------------------------------------------------- | ---------------------------------------------------------------------- | ---------------------------------------------------------------------- | ---------------------------------------------------------------------- | ---------------------------------------------------------------------- | ---------------------------------------------------------------------- |
| 13-11-2015                                                             | Varsavia                                                               | Polonia                                                                | 4 – 2                                                                  | Islanda                                                                | Amichevole                                                             | -                                                                      | 86’                                                                    |
| 1-6-2016                                                               | Danzica                                                                | Polonia                                                                | 1 – 2                                                                  | Paesi Bassi                                                            | Amichevole                                                             | -                                                                      | 87’                                                                    |
| 13-11-2017                                                             | Danzica                                                                | Polonia                                                                | 0 – 1                                                                  | Messico                                                                | Amichevole                                                             | -                                                                      | 71’                                                                    |
| Totale                                                                 |                                                                        | Presenze                                                               | 3                                                                      |                                                                        | Reti                                                                   | 0                                                                      |                                                                        |

## Palmarès

### Club

#### Competizioni nazionali
- Campionato cipriota: 1

Aris Limassol: 2022-2023
- Supercoppa di Cipro: 1

Aris Limassol: 2023

### Nazionale
- Torneo Quattro Nazioni Under-20: 1

2014-2015